# Peante
Peante è una figura della mitologia greca, padre di Filottete e figlio di Taumaco il Magnesio. Fece parte degli Argonauti e fu un grandissimo arciere. Noto per aver salvato i compagni uccidendo il gigante di bronzo Talo lanciandogli una freccia nel suo tallone. 